# Lucius Calpurnius Piso (Konsul 57)
Lucius Calpurnius Piso († 70 in Karthago) war ein römischer Politiker und Senator.
Piso war Sohn von Lucius Calpurnius Piso, Konsul des Jahres 27. Er heiratete Licinia Magna. Im Jahr 57 wurde Piso ordentlicher Konsul. Im Amtsjahr 69/70 war er Prokonsul von Africa.
Seine Amtsführung scheint nicht erfolgreich verlaufen zu sein. Tacitus berichtet, dass bei der Stadtbevölkerung von Rom der Verdacht aufkam, Piso habe eine Rebellion begonnen. In Wirklichkeit waren die Getreidelieferungen aus Africa in die Hauptstadt nur deshalb ausgeblieben, weil Windstürme die Schifffahrt behindert hatten. Kurz darauf wurde Piso durch den kaiserlichen Legaten Gaius Valerius Festus in Karthago ermordet.
Weitere Ämter in den Provinzen sind für ihn nicht bekannt. Als curator aquarum kümmerte er sich um die Wasserleitungen (60/63) der Stadt Rom, darüber hinaus war er Arvalbuder und wahrscheinlich auch Pontifex.